# Simfonia núm. 7 (Mahler)
La Simfonia núm. 7 va ser composta per Gustav Mahler durant els anys 1904 i 1905, tot i que posteriorment el compositor la va revisar i corregir. És també coneguda com a Cant de la nit (Lied der Nacht, en alemany), però aquest sobrenom va ser afegit posteriorment sense l'aprovació de Mahler. Tot i que sovint és analitzada com a mi menor, el seu anàlisi tonal és més complicat. El primer moviment de la simfonia comença en si menor (introducció) i acaba en mi menor, i la simfonia finalitza amb un rondó en do major. Per tant, com Dika Newlin va dir, «en aquesta simfonia, Mahler torna a l'ideal de tonalitat progressiva que havia abandonat en la Sisena Simfonia». Graham George analitzà aquesta complexitat i considerà que hi ha «estructures entrellaçades».

## Història

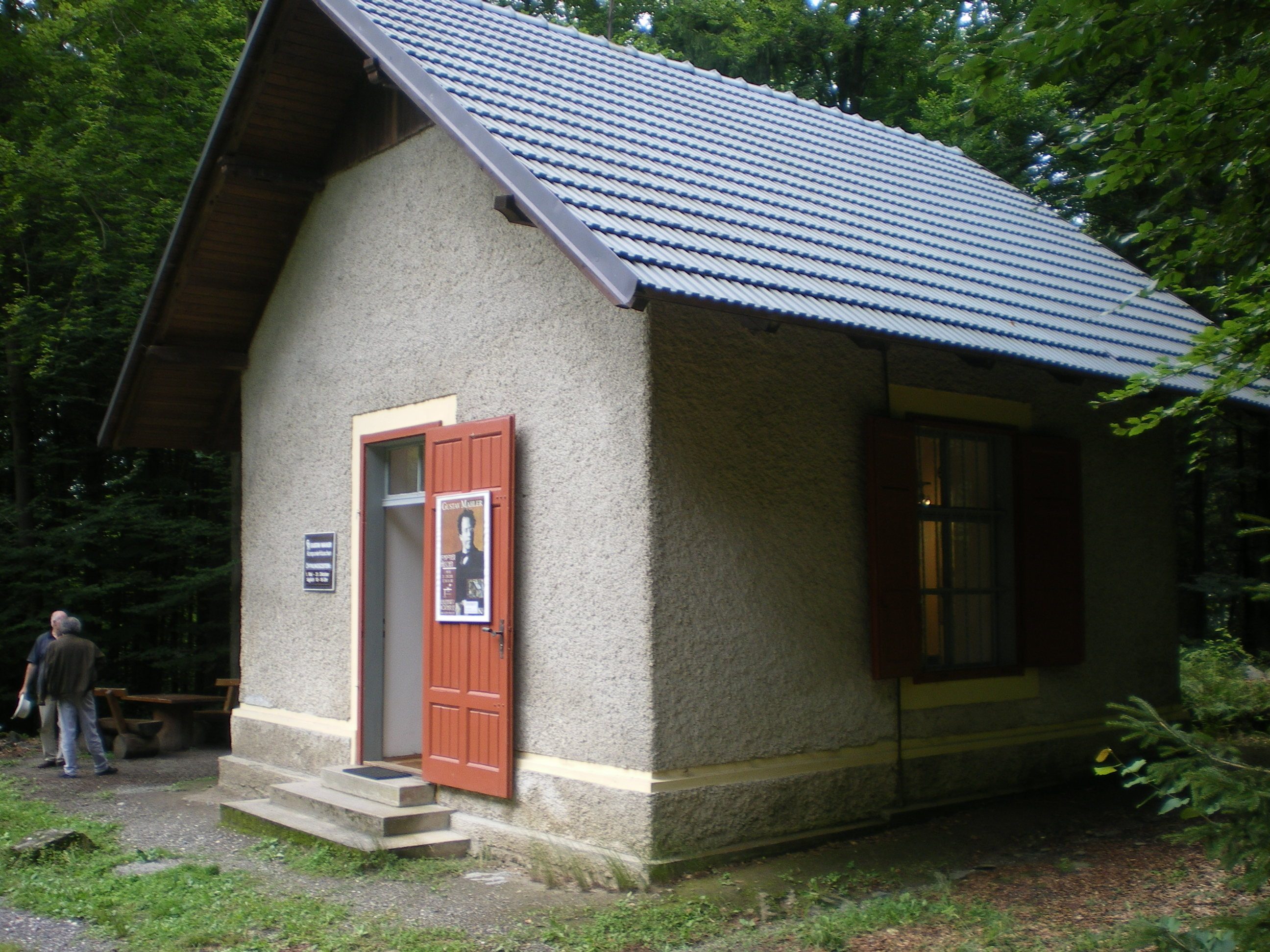
La casa que feia servir Mahler per compondre

### Contextualització
L'any 1904, Mahler tenia un gran èxit internacional com a director d'orquestra. També estava assolint un reconeixement internacional com a compositor. La seva segona filla va néixer el mes de juny d'aquest any. A l'estiu, mentre feia el seu habitual descans a Viena, en el seu petit refugi al costat del llac a les muntanyes de Caríntia, va acabar la Sisena i va començar el segon i quart moviment (els dos Nachtmusik) de la Setena.

### Composició
Es va dedicar intensament a Setena l'estiu següent, i en un temps de quatre setmanes va poder acabar el primer, tercer i cinquè moviment. Tal com ho va explicar ell mateix, «aquesta simfonia va néixer de la inspiració de les aigües tranquil·les del llac Wörthersee, al sud d'Àustria»

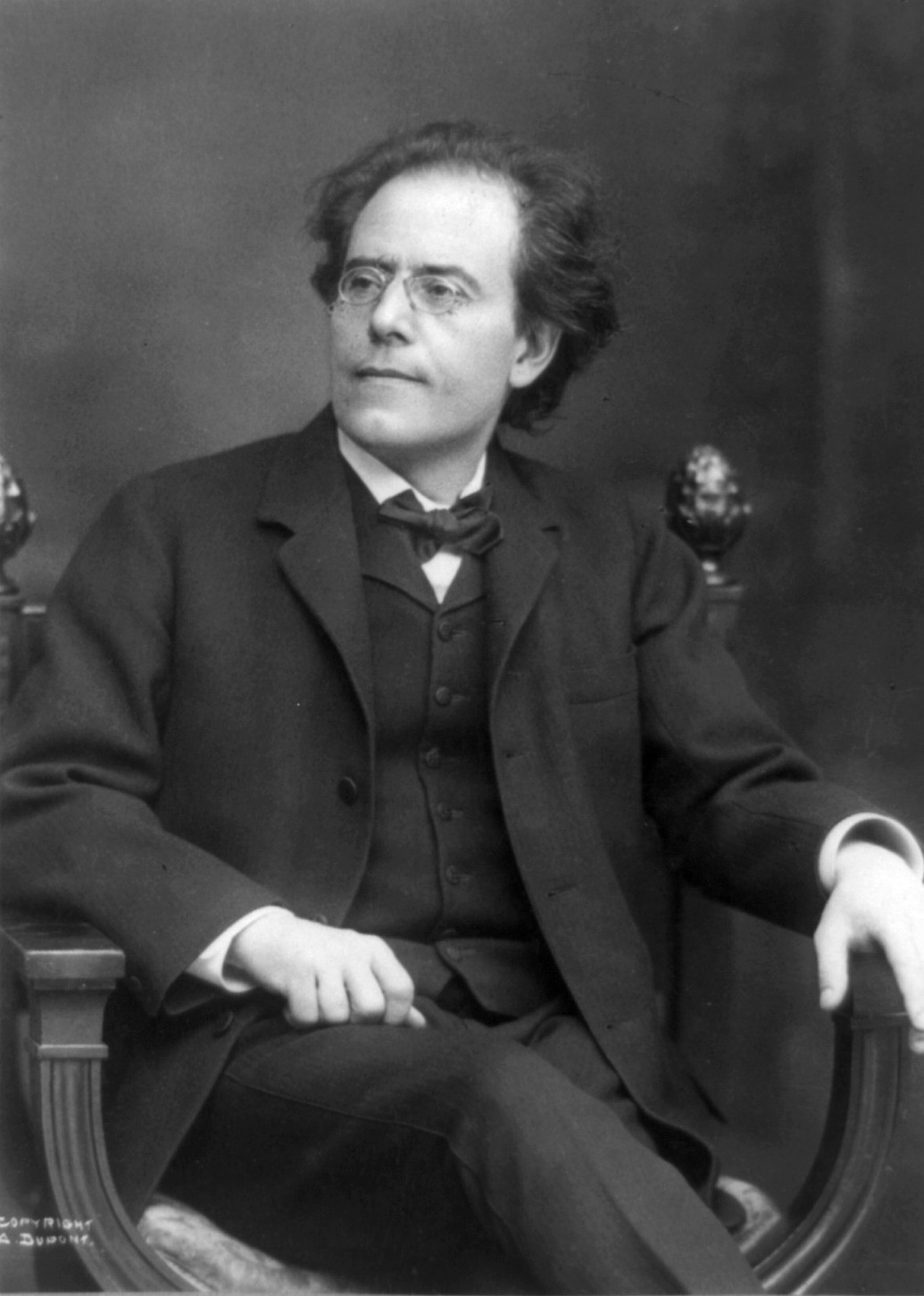
Gustav Mahler l'any 1909

La partitura va ser finalitzada el 15 d'agost del 1905, i completà l'orquestració l'any 1906. Durant unes setmanes, la va deixar apartada per fer petites modificacions a la Sisena.

### Estrena i rebuda
La Setena es va estrenar el 19 de setembre del 1908 a Praga, amb l'Orquestra Filharmònica Txeca dirigida pel mateix compositor, amb motiu de les noces de diamant de l'emperador Franz Joseph I d'Àustria. Unes setmanes més tard es va interpretar a Múnic i als Països Baixos. Tant els espectadors com els músics, en l'estrena estaven confosos, i no va ser ben rebuda pels oients. Durant un temps va ser considerada una de les pitjors obres de Mahler, i sovint es deia que era incoherent.

#### Context de l'estrena
Durant els tres anys que van succeir la finalització de la partitura, abans de l'estrena, hi va haver una sèrie de forts canvis en la vida i carrera de Mahler. El març del 1907 va decidir deixar la direcció musical de l'Òpera Estatal de Viena, perquè els músics de Viena es van revoltar en contra d'ell; la raó principal és que va triar Praga en comptes de Viena per a l'estrena. El 12 de juliol d'aquest any la seva filla gran va morir d'escarlatina. Els musicòlegs suposen que és per això que l'optimisme i l'alegria de la simfonia va ser posteriorment atenuat per les petites però significatives modificacions que Mahler va fer en els anys posteriors a la seva estrena.

## Instrumentació
Igual que en altres de les seves simfonies (en particular la Cinquena i la Sisena), l'interès de Mahler en instruments no convencionals en l'orquestra es mostra clarament en la Setena, amb l'ús de trompa tenor, esquellots, mandolina i guitarra. La simfonia està escrita per a la següent orquestra:
| Instruments de vent de fusta - Flautí - 4 flautes (La quarta doblant el Piccolo) - 3 Oboès - Corn anglès - Clarinet en mi bemoll - 3 Clarinets en la i si bemoll - Clarinet baix en la i si bemoll - 3 Fagots - Contrafagot | Instruments de vent-metall - 4 Trompes en Fa - Trompa tenor en si bemoll - 3 Trompetes en fa i si bemoll - 3 Trombons - Tuba | Instruments de percussió - Timbales - Bombo - Caixa - Plat - Triangle - Gong - Esquellot - Pandereta - Rute - Glockenspiel - Campanes tubulars | Instruments de corda - Mandolina - Guitarra - 2 arpes - Violins (I i II) - Violes - Violoncels - Contrabaixos |

## Estructura
L'obra consta de cinc moviments:

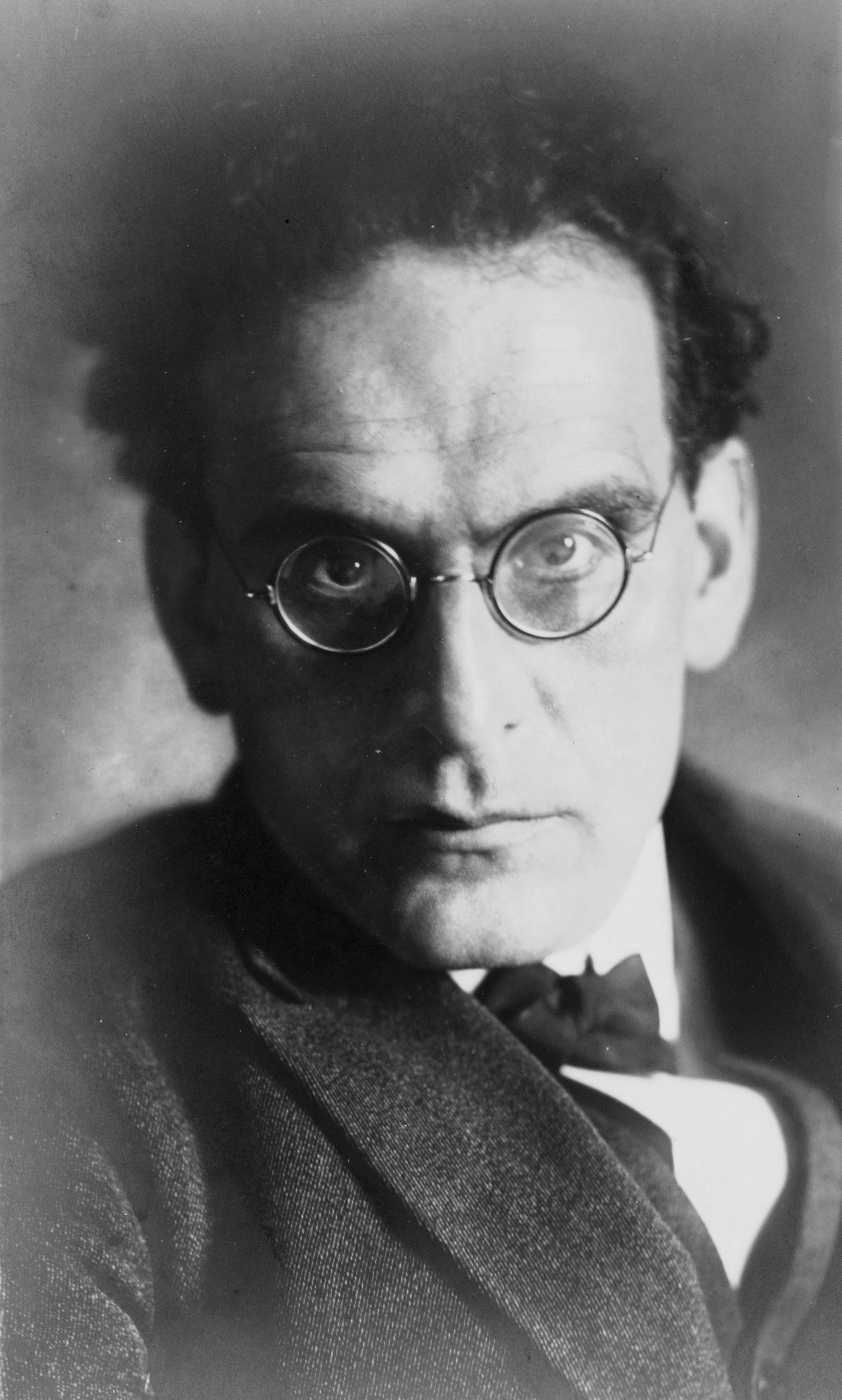
Otto Klemperer

- Langsam - Allegro risoluto, ma non troppo (mi menor, començant en si menor);
- Nachtmusik (I): Allegro moderato. Molto moderato (Andante) (do menor);
- Scherzo: Schattenhaft. Aber nicht schnell zu fließend (re menor) - La indicació en alemany vol dir Ombrívol. Que flueixi però no gaire ràpid.
- Nachtmusik (II): Andante amoroso (fa major)
- Rondo-Finale (do major).

La durada de la simfonia és de 80 minuts aproximadament. Tot i així, hi ha un enregistrament molt llarg d'Otto Klemperer, que és de 100 minuts de durada, també un altre d'Hermann Scherchen amb l'Orquestra Simfònica de Toronto, (68 minuts de durada).

## Anàlisi
La simfonia té una aparent desconcordança entre els diferents moviments. El motiu d'això és que els dos Nachtmusik van ser escrits anteriorment a la resta de moviments. El 1904 li van donar l'encàrrec d'acabar la Sisena Simfonia. No obstant, la inspiració va trigar a venir, i per això va iniciar els Nachtmusik.

### Langsam (Adagio) - Allegro
El primer moviment té forma sonata. La introducció lenta crea un clima misteriós, gràcies als seus acords i el seu ritme. El solo del Tenorhorn (baríton en si bemoll) augmenta aquest disturbi. Després de la lentitud de la primera part segueix una segona part  allegro , un autèntic paisatge sonor nocturn on els modes menor i major lluiten entre si. Les llacunes de calma inestables no fan que reforçar la impressió de malaltia. La monumental coda s'acaba amb la victòria in extremis del major (com el 1r moviment de la Sisena simfonia).

### Nachtmusik I
El segon moviment és la primera Nachtmusik. És difícil de considerar aquest moviment com una música nocturna a causa de la presència del caràcter militar. Mahler ha afirmat haver compost aquest moviment després d'haver entrevist una patrulla evolucionant en un "clar-obscur fantàstic".

### Scherzo
El tercer moviment, com el primer, és un Scherzo L'atmosfera fantasmagòrica (schattenhaft) s'aconseguit des del començament gràcies a un desplaçament de l'accentuació dels ritmes. Mentre que les timbales juguen sobre el tercer temps (dèbil), els contrabaixos juguen suaus sobre el primer temps (fort). Aquest moviment és sinistre i produeix una atmosfera malèfica.

### Nachtmusik II
El quart moviment és la segona  Nachtmusik. Està caracteritzada per la forta presència de l'arpa, de la guitarra i també de la mandolina. Això li crea al moviment un ambient estrany i innocent. Aquest moviment va impressionar molt Arnold Schönberg que mostra clarament aquesta influència en la seva Sérénade opus 24.

### Rondo- Finale
El cinquè i últim moviment és el Rondo-Finale.
És segurament el moviment menys popular dels moviments de les simfonies de Mahler perquè és completament delirant, boig, estrany i imperceptible; desconcertant pel públic. És, no obstant això, un moviment rellevant però que escapa a tota regla, tota versemblança. És sens dubte el més irònic, el més cínic.

## Enregistraments
- Claudio Abbado va enregistrar la simfonia dues vegades - La primera amb la Chicago Symphony Orchestra, a un estudi, l'any 1984, i després en viu amb la Berlin Philharmonic, l'any 2001.
- Sergio Alapont amb la Jove Orquestra Simfònica de Castelló.
- Daniel Barenboim amb la Berlin Staatskapelle.
- Pierre Boulez amb la Cleveland Orchestra.
- Riccardo Chailly amb la Royal Concertgebouw Orchestra.
- Andreas Delfs amb la Milwaukee Symphony Orchestra.
- Valery Gergiev amb la London Symphony Orchestra.
- Michael Gielen va enregistrar diverses obres de Mahler els anys 1990.
- Bernard Haitink amb la Berlin Philharmonic and Concertgebouw Orchestras.
- Michael Halász amb la Polish National Radio Symphony Orchestra.
- Jascha Horenstein amb la New Philharmonia Orchestra.
- Mariss Jansons amb The Oslo Philharmonic.
- Neeme Järvi amb The Hague Philharmonic.
- Otto Klemperer amb la New Philharmonia Orchestra, any 1968.
- Kirill Kondrashin amb la Leningrad Philharmonic Orchestra (any 1973, hi ha també un enregistrament en viu del 1979 amb la Concertgebouw Orchestra).
- Rafael Kubelík, any 1970, amb la Bavarian Radio Symphony Orchestra.
- Yoel Levi amb l'Atlanta Symphony Orchestra.
- James Levine amb la Chicago Symphony Orchestra.
- Lorin Maazel amb la Vienna Philharmonic Orchestra i la New York Philharmonic.
- Kurt Masur amb la Leipzig Gewandhaus Orchestra.
- Václav Neumann l'ha enregistrat dues vegades, la primera l'any 1968 amb la Leipzig Gewandhaus Orchestra, després durant els anys 1977-78 com a part d'un cicle complet de les simfonies de Mahleramb la Czech Philharmonic Orchestra.
- Seiji Ozawa amb la Boston Symphony Orchestra.
- Simon Rattle amb la City of Birmingham Symphony Orchestra.
- Hans Rosbaud amb la Symphony Orchestra of Radio Berlin, 1952.
- Hermann Scherchen amb la Vienna Symphony Orchestra, i amb la Toronto Symphony Orchestra.
- Giuseppe Sinopoli i la Philharmonia Orchestra, l'any 1992.
- Sir Georg Solti amb la Chicago Symphony Orchestra.
- Klaus Tennstedt amb la London Philharmonic Orchestra.
- Michael Tilson Thomas i la San Francisco Symphony. Guanyador de dos Grammy Awards per la Millor Performance i Millor Àlbum Clàssic.
- Hans Zender amb la Rundfunk-Sinfonieorchester Saarbrücken.
- David Zinman amb la Tonhalle Orchestra Zurich.